# Ноєнегг
Ноєнегг (нім. Neuenegg) — громада  в Швейцарії в кантоні Берн, адміністративний округ Берн-Міттельланд.

## Географія
Громада розташована на відстані близько 13 км на південний захід від Берна.
Ноєнегг має площу 21,8 км², з яких на 8,9% дозволяється будівництво (житлове та будівництво доріг), 52,5% використовуються в сільськогосподарських цілях, 38% зайнято лісами, 0,6% не є продуктивними (річки, льодовики або гори).

## Демографія
2019 року в громаді мешкало 5606 осіб (+15% порівняно з 2010 роком), іноземців було 15%. Густота населення становила 257 осіб/км².
За віковим діапазоном населення розподілялося таким чином: 19,9% — особи молодші 20 років, 59,5% — особи у віці 20—64 років, 20,7% — особи у віці 65 років та старші. Було 2477 помешкань (у середньому 2,2 особи в помешканні).
Із загальної кількості 1947 працюючих 219 було зайнятих в первинному секторі, 635 — в обробній промисловості, 1093 — в галузі послуг.